# Müritzsteilufer bei Rechlin
Koordinaten: 53° 22′ 2″ N, 12° 44′ 50″ O

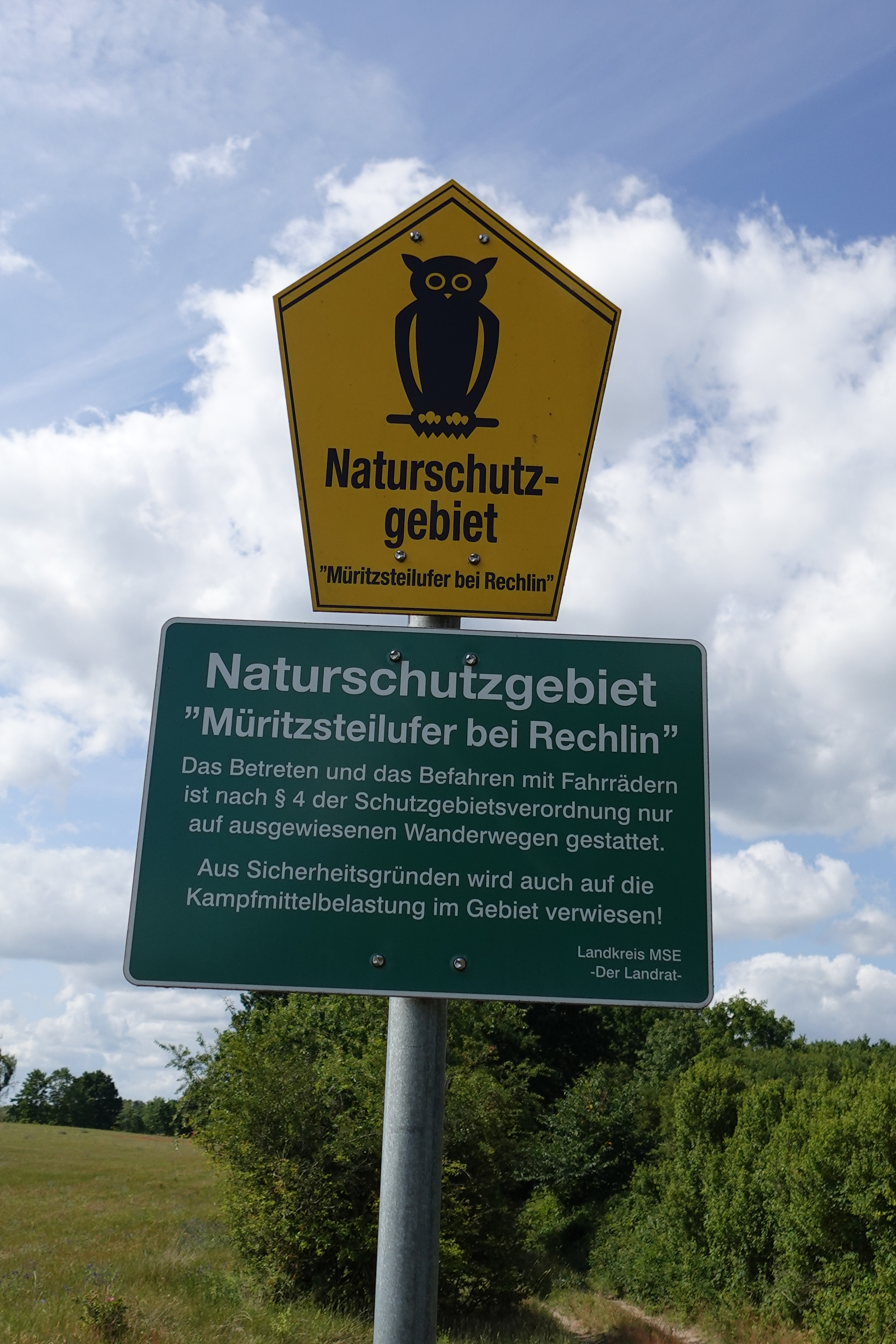
Schild vom Naturschutzgebiet Müritzsteilufer bei Rechlin

Das Müritzsteilufer bei Rechlin ist ein Naturschutzgebiet in den Gemeinden Rechlin und Südmüritz im Landkreis Mecklenburgische Seenplatte in Mecklenburg-Vorpommern.
Das etwa 278 Hektar große Naturschutzgebiet ist mit der Nummer N 265 in das durch das Ministerium für Landwirtschaft und Umwelt des Landes Mecklenburg-Vorpommern geführte Verzeichnis der Naturschutzgebiete eingetragen. Es ist Bestandteil des FFH-Gebietes „Müritz“ und des EU-Vogelschutzgebietes „Müritz-Seenland und Neustrelitzer Kleinseenplatte“. Das Naturschutzgebiet grenzt größtenteils an das Landschaftsschutzgebiet „Mecklenburger Großseenland“. Das Gebiet steht seit Sommer 1999 unter Schutz (Datum der Verordnung: 9. Juli 1999).

## Lage
Das Naturschutzgebiet liegt am Südostufer der Müritz nordöstlich von Rechlin. Das Steilufer wird von einem zur Müritz steil abfallenden Hang einer Grundmoräne gebildet. Ganz im Osten des Schutzgebietes liegt der Prelitzsee.
Nach Nordosten grenzt das Naturschutzgebiet an den Bolter Kanal, im Südwesten an das Hafendorf am Claassee. Im Südosten grenzt das Naturschutzgebiet an bewaldete Flächen bzw. landwirtschaftliche Nutzflächen.

## Beschreibung
Durch das Naturschutzgebiet werden das Steilufer der Müritz mit dahinterliegenden und weiteren, angrenzenden Bereichen sowie einen schmalen Streifen der vor dem Ufer liegenden Wasserfläche der Müritz unter Schutz gestellt.
Am Müritzufer gibt es Strandwall- und Hakenbildungen, außerdem befinden sich im Schutzgebiet Restseen.
Bei dem Gelände handelt es sich um die Wüstung des früheren Gutes Klopzow mit Relikten einer alten, für Mecklenburg typischen, kulturhistorischen Wirtschaftsweise. Ab Mitte der 1930er-Jahre wurden Teile des Geländes als militärische Liegenschaft genutzt, zunächst von der Erprobungsstelle Rechlin und nach dem Zweiten Weltkrieg von der Roten Armee. Nach deren Abzug lag es brach.
Durch das Naturschutzgebiet verlaufen mehrere Wege.

### Flora
Auf dem Steilufer und an angrenzenden Uferbereichen stockt ein Flatterulmenwald.
Im Naturschutzgebiet sind in einem bewegten Geländerelief Halboffen- und Offenlandbiotope sowie naturnahe Waldinseln und Vorwälder aus Birke, Erlenbruchwald und Espen, Feucht- und Trockenstandorte zu finden.
An feuchten Standorten sind Orchideen und Seggenfluren zu finden, während trockene Standorte von kräuterreichen Magerrasengesellschaften und Silbergrasfluren eingenommen werden. Im Südwesten des Gebietes ist ein Schlehen-Weißdorngebüsch zu finden. Zu den Schlehen und Weißdorngebüschen gesellen sich Hundsrose und Besenginster. Beifuß-Brennnessel-Staudenfluren nehmen die Lücken zwischen den Gebüschen und die Ränder ein. Hier siedeln u. a. auch Rotes Straußgras, Gewöhnlicher Glatthafer, Gewöhnliches Knäuelgras, Skabiosen-Flockenblume, Möhre und Echtes Johanniskraut. Vom sich anschließenden Ufergehölz wandern Hängebirke und Flatterulme in das Biotop ein.
Weitere im Naturschutzgebiet vorkommende Pflanzenarten sind z. B. Sumpfenzian, Geflecktes Knabenkraut, Sumpfläusekraut und Sumpfsitter. Auf ehemaligen Äckern siedeln Magerrasen mit Glatthafer, Zittergras, Grasnelke, Klappertopf und Golddistel.

### Fauna
Das Naturschutzgebiet wird von zahlreichen Graugänsen als Brutgebiet genutzt. Auch die Rohrdommel ist hier heimisch. Während des Vogelzuges dient es Kranichen als Rastplatz.
Das Gebiet ist Lebensraum verschiedener Amphibien und Reptilien. So konnten im Schutzgebiet Erdkröte, Teichfrosch und Moorfrosch sowie Zauneidechse, Waldeidechse, Blindschleiche und Ringelnatter nachgewiesen werden.